# Cryptolestes dissimulatus
Cryptolestes dissimulatus är en skalbaggsart som beskrevs av Thomas 1988. Cryptolestes dissimulatus ingår i släktet Cryptolestes och familjen ritsplattbaggar. Inga underarter finns listade i Catalogue of Life.